# Kim Langer
Kim Langer (født 26. februar 1963 i Paris) er en dansk forfatter, der har skrevet billedbøger, 'læs selv'-bøger og ungdomsromaner.
Bland Langers mest kendte bøger er serien Skaterland fra forlaget Høst & Søn.

## Priser
Den afrikanske forbandelse var nomineret til Orla-prisen i 2010 som årets børnebog.